# Bela (Ljubljanica)
Bela je potok, ki izvira severno od Vrhnike in spada med povirne pritoke Ljubljanice. Ima več izvirov, med katerimi je najbolj znani Lintvern. Nekateri izviri zbirajo ponikalne podzemne vode z Logaškega polja in zaledja. Teče skozi Kurjo vas in se na Vrhniki izliva v Malo Ljubljanico.

## Galerija
- Stari maln